# Alexandre Bétolaud
Pour les articles homonymes, voir Bétolaud.
 (août 2017).
Si vous disposez d'ouvrages ou d'articles de référence ou si vous connaissez des sites web de qualité traitant du thème abordé ici, merci de compléter l'article en donnant les références utiles à sa vérifiabilité et en les liant à la section « Notes et références ».
Alexandre Bétolaud, né à Limoges le 14 janvier 1828 et mort à Paris le 9 avril 1915, est un avocat français.

## Biographie
Docteur en droit, il est secrétaire de la Conférence des avocats en 1852, puis bâtonnier de 1876 à 1877. Il est élu membre de l'Académie des sciences morales et politiques en 1893.
Alexandre Bétolaud est le grand-père du député et ministre Robert Bétolaud.

## Distinctions
- Commandeur de la Légion d'honneur (13 janvier 1909)[1]